# Académie sportive Moulins Football
El Academia Deportiva Moulins es un club de fútbol francés de la ciudad de Moulins en Allier. Fue fundado en 1927 y juega en el Championnat National 3, quinta categoría del fútbol francés.

## Palmarés
- Auvergne DH (9): 1931, 1934, 1935, 1938, 1940, 1960, 1968, 1992, 2000